# R. Stahl
Die R. Stahl AG ist ein börsennotierter Anbieter von Produkten, Systemen und Dienstleistungen für den Explosionsschutz mit Sitz in Waldenburg im Hohenlohekreis in Baden-Württemberg.

## Geschichte

Rafael Stahl

Rafael Stahl (1845–1899) gründete nach seiner Ausbildung zum Schlosser am 1. August 1876 in Stuttgart die mechanische Werkstatt Stahl und Weineck. Die Werkstatt stellte unter anderem Rundwirkmaschinen für die Herstellung von Trikotstoffen und weitere Produkte für die Textilindustrie her.
Ab der Mitte der 1880er Jahre führte Rafael Stahl das Unternehmen allein, nachdem er bislang unterschiedliche Partner hatte; das Unternehmen wurde in Maschinenfabrik R. Stahl umbenannt.
Stahl vermarktete seine Rundstrickmaschinen nun auch im Ausland und lieferte komplette Einrichtungen für Trikotagenfabriken. Aufgrund der zurückgehenden Nachfrage nach diesen Stoffen verlagerte sich das Geschäftsfeld der Maschinenfabrik: Mit dem Bau des ersten Handaufzugs, bei dem in erster Linie einer seiner drei Söhne, Rafael Stahl jun., sein ingenieurtechnisches Wissen einbringen konnte, wurde der weitere Ausbau der ab 1893 selbst entwickelten Fördertechnik vorangetrieben. In den folgenden Jahren erweiterte R. Stahl das Produktspektrum um elektrische Aufzüge und Brückenkrane. Vor allem Hebezeuge und schwere Eisenkonstruktionen wurden produziert. 1897 stellte R. Stahl den ersten elektrischen Aufzug vor, parallel dazu einen Brückenkran mit 12,5 Tonnen Traglast und 11,50 Meter Spannweite. Zu Beginn des 20. Jahrhunderts löste die elektrische Energie zunehmend den Dampf als Antriebskraft ab. Stahl setzte ab 1903 konsequent auf die Produktion elektrischer Flaschenzüge. Als Tragmittel verwendeten diese erstmals eine kalibrierte Rundgliederkette. Ab 1908 stellte die Fabrik auch Personen-Paternoster her, die erste Anlage wurde im Graf-Eberhard-Bau in Stuttgart eingebaut.

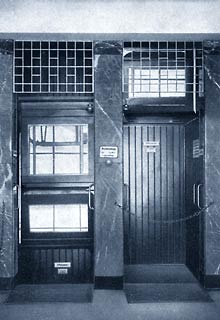
Paternoster-Aufzug, Baujahr 1908

Erster Elektro-Flaschenzug

Seit 1906 war neben Rafael und Karl auch der dritte Sohn des Gründers, Hugo Stahl, im Unternehmen tätig. Er trieb insbesondere das Patent des R.-Stahl-Schlangenzugs maßgeblich voran. Das Besondere an diesem Schlangenzug ist die von allen Seiten biegsame Gliederkette, die als Tragwerkzeug der bis zu fünf Tonnen hebenden Kettenzüge fungiert. Das präzise, leise und schnelle Hebezeug wurde auf der Leipziger Messe vorgestellt und erwies sich bald schon als Verkaufsschlager.

Schlangenzug

1922 folgte der erste Elektroseilzug Typ SS mit aufgetrommeltem Drahtseil als Tragorgan. Größere Hubhöhen und Geschwindigkeiten erschlossen neue Einsatzgebiete. Das Unternehmen beschäftigte Mitte der zwanziger Jahre ein Viertel aller in Stuttgart-Wangen tätigen Industriearbeiter. Aufgrund der Nachfrage aus der chemischen Großindustrie entwickelte Stahl 1926 als erster Hersteller explosionsgeschützte Hebezeuge. Wenige Jahre später machte die Weltwirtschaftskrise auch vor R. Stahl nicht halt. Dennoch gingen die Innovationen weiter: der zweiseilige Seilzug BA mit Antriebsmotor in der Trommel und Traglasten bis fünf Tonnen kam auf den Markt. 1944 verlegte das Unternehmen den Elektrozugbau von Stuttgart nach Künzelsau. Nach dem Krieg entwickelte das Unternehmen neue explosionsgeschützte Schaltgeräte für Aufzuganlagen. R. Stahl entwickelte sich zum größten deutschen Aufzugbauer und zu einem der führenden Unternehmen für Seil- und Kettenzüge und wurde zu einem der Marktführer im Bereich explosionsgeschützte elektrische Betriebsmittel.
1950 stellte R. Stahl Elektus vor, einen Elektrokettenzug mit Rundgliederkette, neuartigem Planetengetriebe und direkter Schaltung über eine Druckknopfsteuerbirne. Rundgliederketten galten bis dahin als ungeeignet für Tragmittel, da die Anforderungen an Verschleißfestigkeit und Toleranz der Kettenglieder zu hoch waren. Ein 23 Kilogramm schwerer Elektus war hingegen dazu in der Lage, das 22-fache seines Eigengewichts zu heben – 500 kg.
1952 begann die Produktion der Seilzüge vom Typ C, die im Baukastensystem hergestellt wurden und Lasten bis zu 16 Tonnen hoben. Fein- und Haupthub verschafften ihm beim täglichen Einsatz klare Vorteile. Kurze Zeit später begann die bis heute sehr enge Zusammenarbeit mit der Physikalisch-Technischen Bundesanstalt (PTA) in Braunschweig, die sämtliche explosionsgeschützten Hebezeuge und Komponenten auf Konformität prüft und vielfach eng mit den R.-Stahl-Technikern zusammenarbeitet.
1961 nahm die Kettenzugfertigung im neuen Werk in Künzelsau-Hofratsmühle die Produktion auf. Drei Jahre später folgte mit dem ersten Normkranprogramm der Schritt zum Serien-Kranhersteller. Kopfträger, Kranträger, Katzen und Steuerung wurden genormt, zu einem Baukastensystem vernetzt und passten sich auf diese Art schnell und Kosten sparend den immer vielfältiger werdenden Wünschen der Kunden an.
1965 fusionierte das Unternehmen mit A. Zaiser, einem Stuttgarter Unternehmen mit Aufzug- und Fahrtreppengeschäft. 1967 wurde der Aufzug für den 540 Meter hohen Moskauer Fernsehturm gefertigt – seinerzeit ein Weltrekord. 1969 übernahm R. Stahl den traditionsreichen Kranbauer Zurstrassen, kurz darauf wurde die Fertigung von Standardkranen an dessen Firmensitz nach Ettlingen bei Karlsruhe verlegt. 1970 wurde der Bereich Aufzugbau an Rheinstahl verkauft. In den 1980er Jahren wurden die Geschäftsbereiche in Tochterunternehmen ausgegliedert.
Seit 1993 firmiert das Unternehmen als Aktiengesellschaft und ist seit 1997 an der Börse notiert.
Mit dem Börsengang des Unternehmens folgte der neue Seilzug SH. In 26 Baugrößen deckt der Seilzug SH den Traglastbereich bis zu 25 Tonnen ab, ergänzt um den seit 1993 angebotenen Seilzug AS70, der bis 100 Tonnen Traglast verfügbar ist. Parallel hierzu wurden die ST-Kettenzüge für Traglasten von 125 bis 5000 Kilogramm vorgestellt.
Zum 1. Januar 2006 verkaufte R. Stahl die Fördertechnik-Sparte an den finnischen Konzern KCI Konecranes mit Sitz in Hyvinkää (60 km nördlich von Helsinki). Die Mitarbeiter sowie die Vertriebs- und Fertigungsstandorte wechselten in die neue Stahl CraneSystems GmbH. R. Stahl konzentriert sich auf den Explosionsschutz.

## Aktionäre
(Stand: November 2023)
- Familien Stahl und Zaiser – ca. 51 %
- RAG Stiftung – ca. 14,25 %
- Norman Rentrop über TGV – ca. 10 %
- BW Versorgungswerk Ärzte – ca. 9,8 %
- Streubesitz – ca. 15 %

### Übernahmeangebot
Am 10. April 2014 kündigte die Weidmüller-Gruppe ein freiwilliges Übernahmeangebot zum Kauf von mindestens 50 % der Aktien des Unternehmens an. Ende April erklärten Vertreter der Gründerfamilien, die gemeinsam über 50 % der Aktien hielten, sie hätten sich dazu verpflichtet, ihre Aktien nicht zu verkaufen. Nichtsdestotrotz wurde das Angebot am 20. Mai mit Laufzeit bis 17. Juni 2014 eröffnet und am 13. Juni mit Laufzeit bis 1. Juli auf 50 € pro Aktie erhöht.
Das Angebot lief erfolglos am 1. Juli 2014 mit einer Annahmequote von rund 19 % aus.
Während des Übernahmeangebots kam auch Kritik an der Verhaltensweise des Vorstands und der Gründerfamilien auf. Die Gesamtkosten der Übernahmeabwehr beliefen sich auf rund 5 Millionen €.

### Beteiligungen
Zur Holding gehören 34 Tochterunternehmen. Die Holding ist in 24 Ländern direkt mit Tochterunternehmen vertreten. Die Produktionsstandorte befinden sich in Deutschland (Waldenburg, Weimar, Köln), den Niederlanden (Hengelo), in Norwegen (Stavanger), Indien (Chennai) und den USA (Houston).